# Kinna landsfiskalsdistrikt
Kinna landsfiskalsdistrikt var 1918–1964 ett landsfiskalsdistrikt i Älvsborgs län, bildat när Sveriges indelning i landsfiskalsdistrikt trädde i kraft den 1 januari 1918, enligt beslut den 7 september 1917. Den 1 januari 1965 avskaffades i Sverige samtliga landsfiskaler och landsfiskalsdistrikt, och deras arbetsuppgifter delades upp på de nyskapade indelningarna polisdistrikt, åklagardistrikt och kronofogdedistrikt.
Landsfiskalsdistriktet låg under länsstyrelsen i Älvsborgs län.

## Ingående områden
När Sveriges nya indelning i landsfiskalsdistrikt trädde i kraft den 1 oktober 1941 (enligt kungörelsen den 28 juni 1941) överfördes Örby landskommun till Skene landsfiskalsdistrikt. 1 januari 1947 ombildades Kinna landskommun till Kinna köping. När Sveriges nya indelning i landsfiskalsdistrikt trädde i kraft den 1 januari 1952 (enligt kungörelsen 1 juni 1951) ändrades distriktets indelning genom kommunreformen 1952 samt att Sätila landskommun tillfördes från Skene landsfiskalsdistrikt. Den 1 januari 1961 sammanslogs kommunerna Kinnarumma och Seglora för att bilda den nya kommunen Viskafors landskommun, utan att distriktets omfattning ändrades.

### Från 1918
Marks härad:
- Fritsla landskommun
- Kinna landskommun
- Kinnarumma landskommun
- Seglora landskommun
- Skephults landskommun
- Örby landskommun

### Från 1 oktober 1941
Marks härad:
- Fritsla landskommun
- Kinna landskommun
- Kinnarumma landskommun
- Seglora landskommun
- Skephults landskommun

### Från 1947
Marks härad:
- Fritsla landskommun
- Kinna köping
- Kinnarumma landskommun
- Seglora landskommun
- Skephults landskommun

### Från 1 januari 1952
- Fritsla landskommun
- Kinna köping
- Kinnarumma landskommun
- Seglora landskommun
- Sätila landskommun

### Från 1 januari 1961
- Fritsla landskommun
- Kinna köping
- Sätila landskommun
- Viskafors landskommun